# DC Gallego
El Deportivo Centro Gallego fue una institución deportiva cubana de inicios del siglo XX, cuya principal actividad fue el fútbol. Participó en el Campeonato Nacional de fútbol de Cuba, consagrándose campeón de ella en ocho oportunidades.
La institución tiene su origen en los inmigrantes gallegos que crearon la Sociedad de Beneficencia de Naturales de Galicia creada el 21 de enero de 1872 en La Habana, dando lugar a diversas instituciones culturales y deportivas, creando en 1878 el Centro Gallego en aquella ciudad, creándose en 1880 una escuela, un centro de idiomas, una biblioteca y la institución deportiva.
Entre los jugadores destacados en el club se encontraban el costarricense Alejandro Morera Soto, quien fue el primer costarricense en jugar en el exterior, el colombiano Roberto Meléndez y el argentino Amadeo Colángelo. En el club se destacó Mario López, destacada figura de la selección de fútbol de Cuba en la década de 1930. Algunos futbolistas que integraron el plantel cubano que disputó la Copa Mundial de Fútbol de 1938 fueron cedidos por el club.